# Boca Juniors de Cali
El Boca Juniors de Cali es un club de fútbol colombiano de la ciudad de Santiago de Cali, Valle del Cauca-Colombia. Fue fundado en 2019 a partir de una escuela de fútbol creada en 1987 de propiedad del empresario Hernando Ángel, y con el nombre del histórico Boca Juniors de Cali fundado en 1937 y desaparecido en 1957.
El 12 de marzo del 2019, la Dimayor aprobó el cambio de sede del Universitario de Popayán a la ciudad de Cali, el cual juega a partir del segundo semestre del año bajo el nombre Boca Juniors de Cali, siendo equipo filial del Deportes Quindío.

## Historia

### Antecedentes
El Boca Juniors de Cali se fundó el sábado 25 de septiembre de 1937, siendo el tercer club vallecaucano en fundarse antes del establecimiento de la División Mayor del Fútbol Colombiano. Boca Juniors de Cali fue campeón departamental del Valle del Cauca en 1938, y en la era profesional, el Boca Juniors apareció en el campeonato de 1949 (II torneo oficial en Colombia), disputando temporadas ininterrumpidamente hasta su desaparición en 1957.
En nueve años de plena actividad jugó un total de 239 partidos, de los cuales ganó 119, empató 51 y perdió 69. Su máximo artillero en ese lapso fue el paraguayo Alejandrino Génes. Fue campeón de la Copa Colombia en la edición 1950-51 y subcampeón en la edición 1952-53.

### Boca Juniors de Cali actual
El empresario Hernando Ángel adquirió los derechos del nombre Boca Juniors de Cali y lo fundó como una escuela de fútbol juvenil en el año 1987. Ángel es al mismo tiempo dueño del Deportes Quindío y es propietario de una ficha para jugar en la Segunda División del fútbol colombiano, que desde 2002 se denominó Centauros Villavicencio, y en 2011 Universitario de Popayán.
En las últimas décadas ha participado en la Categoría Primera C (torneo semi-profesional) y en el torneo departamental llamado Copa El País organizado por la Liga Vallecaucana de Fútbol, en donde ha obtenido el Subcampeonato en las 6 ediciones que se han disputado.
Sin embargo, entre 1987 y 2018 no participó en ningún torneo oficial de la Dimayor pero si de Colfútbol: compite en el Campeonato Juvenil. En la primera edición quedó ubicado en el Grupo B junto a otros equipos de la región, participa con el Boca Juniors A y con el Boca Juniors B.
El 12 de marzo de 2019, luego que la Dimayor aprobara el cambio de sede del Universitario Popayán a Cali, el club empezó a jugar después de la segunda mitad del año con su nombre actual.
La sede principal está ubicada en la ciudad de Cali, con filiales en los departamentos del Valle del Cauca (Palmira, Buenaventura) y Cauca (Puerto Tejada); participa en torneos departamentales de primera categoría de donde han salido figuras como Giovanni Hernández, Hugo Rodallega, Wilman Conde, Jr., Edixon Perea y varios futbolistas del América y del Deportivo Cali.

## Uniforme

### Evolución uniforme local
| 2021 | 2024 |

### Evolución uniforme visitante
| 2021 | 2024 |

## Estadio
Los "boquenses caleños" han tenido que jugar en otras canchas especialmente en el Estadio Francisco Rivera Escobar de Palmira escenario que fue además escenario de cuatro equipos profesionales de la Primera B. Desde 2020 es local en el Estadio Olímpico Pascual Guerrero de Cali, donde comparte localía con el Atlético F.C. en la Categoría B.

## Datos del club
- Temporadas en 1.ª: 0
- Temporadas en 2.ª: 7 (2019-presente)
- Mejor puesto:
  - En Primera B: 12° (2020, 2023 y 2024)
  - En Copa Colombia: 19° (2021, Fase III).
- Peor puesto:
  - En Primera B:
16° (2025-I) (Último)
15° (2022-I) (Último)
  - En Copa Colombia:
36° (2023, Fase I) (Último)
35° (2022, Fase I) (Último)
- Mayores goleadas a favor:
- En Primera B:
  - 4-0 sobre Deportes Quindío el 10 de febrero de 2025
  - 4-0 sobre Atlético F. C. el 6 de mayo de 2024
  - 4-1 sobre Valledupar F. C. el 22 de abril de 2021[7]
- Mayores goleadas en contra:
- En Primera B:
  - 1-5 contra Itagüí Leones el 13 de septiembre de 2021[8]
  - 0-4 contra Patriotas el 9 de marzo de 2023.
  - 1-4 contra Real Cartagena el 21 de agosto de 2024
  - 1-4 contra Bogotá F. C. el 8 de septiembre de 2022.
  - 1-4 contra Fortaleza CEIF el 23 de marzo de 2021.
  - 1-4 contra Deportivo Pereira el 4 de mayo de 2019.

### Evolución de la ficha
La ficha del Boca Juniors de Cali actual tuvo varios traslados en su historia por parte de su propietario, Hernando Ángel.
| Temporadas    | Nombre del club          |
| ------------- | ------------------------ |
| 2002-2011     | Centauros Villavicencio  |
| 2011-2019     | Universitario de Popayán |
| 2019-presente | Boca Juniors de Cali     |

## Entrenadores
| #  | Entrenador            | Periodo                                  | Partidos Dirigidos |
| -- | --------------------- | ---------------------------------------- | ------------------ |
| 1. | Alejandro Guerrero    | 15 de junio de 2019 - 13 de mayo de 2023 | 119                |
| 2. | José Manuel Rodríguez | 16 de mayo de 2023-presente              |                    |

## Palmarés

### Torneos departamentales
- Subcampeón de la Copa El País: 2006, 2007, 2008, 2009,[9] 2010[10] y 2011.

### Torneos juveniles
- Pony fútbol (1): 2009
- Copa Carlos Sarmiento Lora 25 Años (1): 2010[11]

### Torneos juveniles Internacionales
- Torneo Internacional Sub-13 (Aruba): 1997[12]
- Copa Internacional AFISA Sub-17: 2000[12]
- Torneo Internacional de las Américas (2): 2007(Sub-17)[13][14] 2012(Sub-19)
- Mundialito Sub-12 (Colombia): 2011[15]